# Huaycán de Pariachi

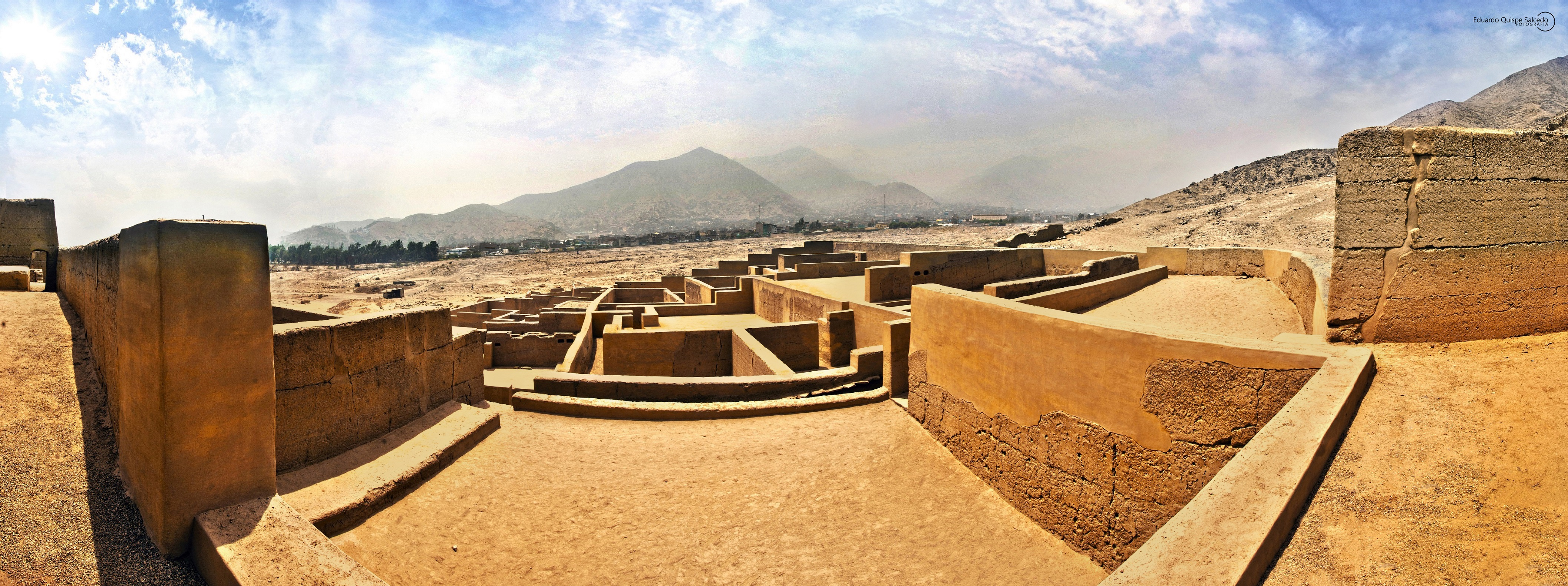
Huaycán de Pariachi

Huaycán de Pariachi är ett arkeologiskt utgrävt område i Peru, som ligger i Huaycán, District of Ate i Lima, söder om Rimacfloden. Staden var en del av Ichma-kulturen och Inkariket.

## Beskrivning
Före den spanska erövringen var Huaycán de Pariachi ett av de viktigaste administrativa centren i mellersta Rímacdalen. Mellan 900 och 1450 e.Kr. var Ichma-kulturen viktig i området men mellan 1450 och 1532 e.Kr. anlände  inkafolket och integrerade sig med dem och assimilerade Ichma-kulturen.
Huaycán de Pariachi har inte utretts helt men många arkeologer har besökt platsen, inklusive Dr Julio C. Tello på 1940-talet. Arturo Jiménez Borja utförde restaurerings- och konserveringsarbeten på 1970-talet.

## Galleri

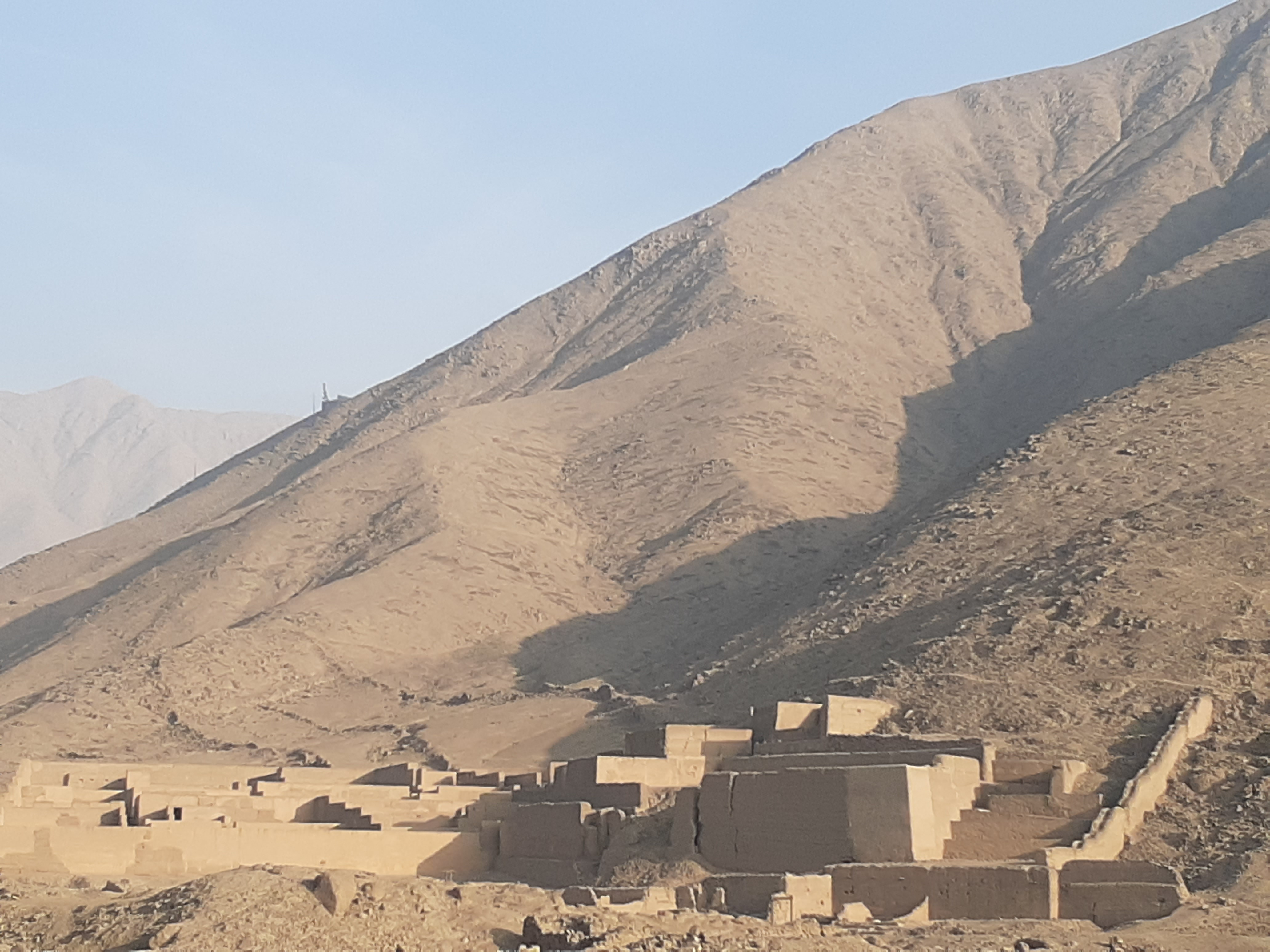
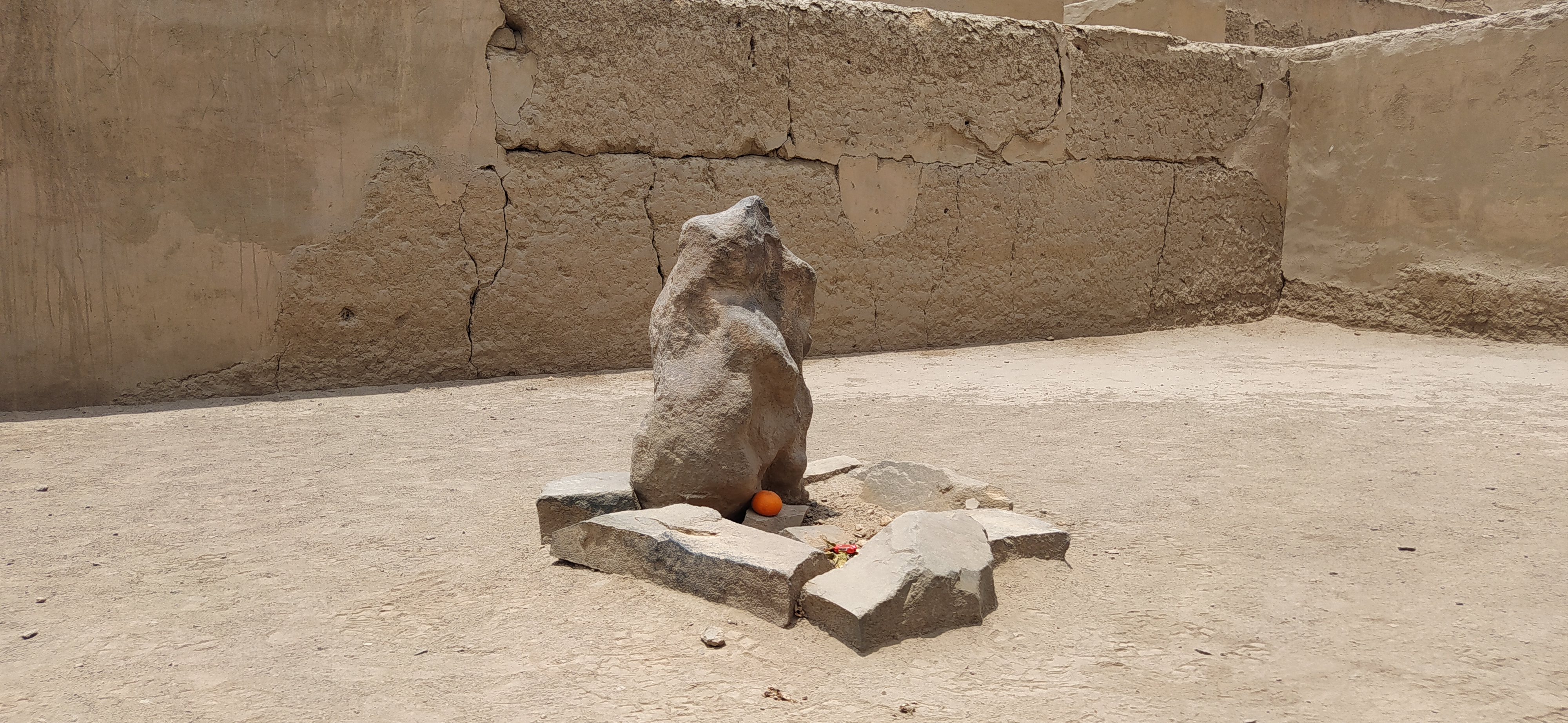
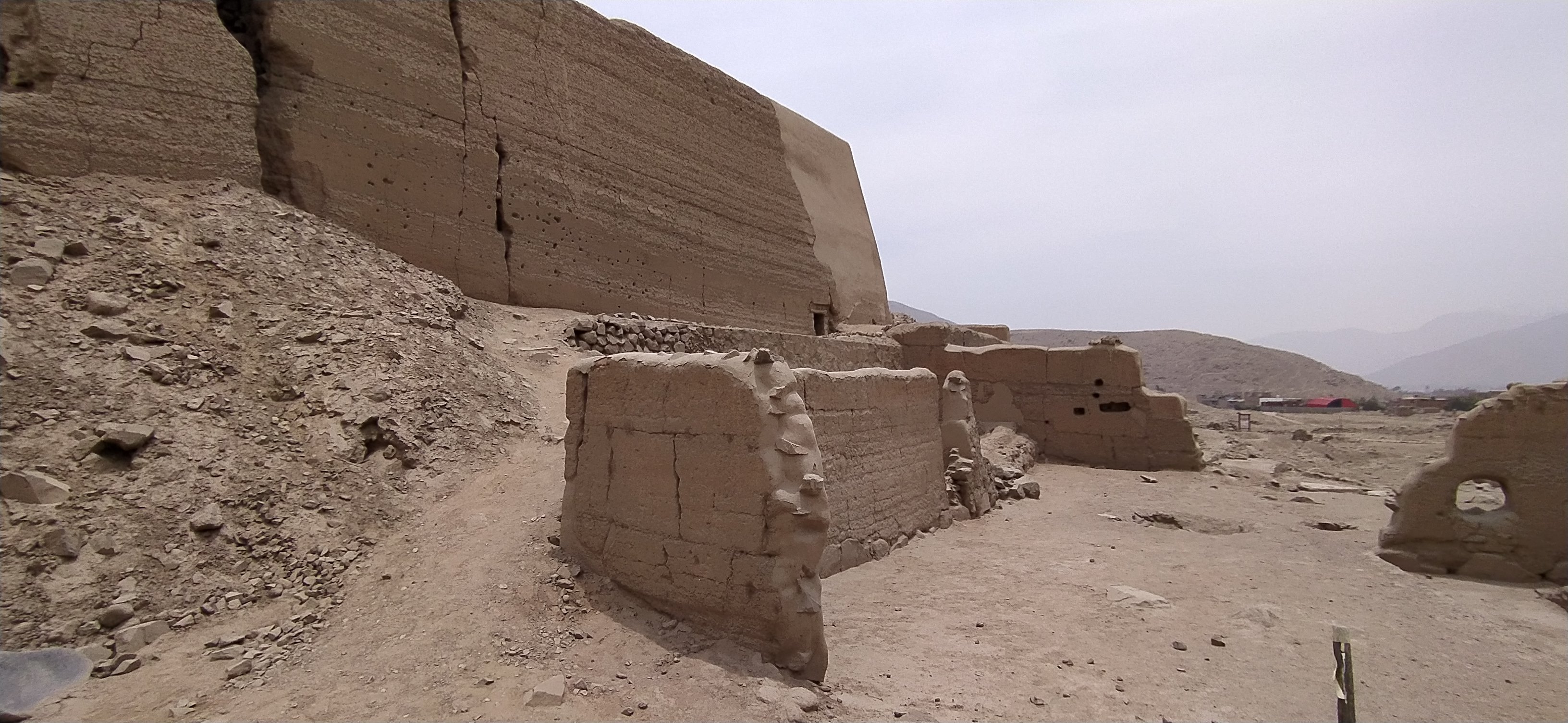